# Уэйтерс, Дион
Дион Уэйтерс (англ. Dion Waiters; род. 1 декабря 1991 года в Филадельфии, Пенсильвания, США) — американский профессиональный баскетболист, в последнее время выступавший за клуб НБА «Лос-Анджелес Лейкерс». Играет на позиции атакующего защитника.

## Колледж

### Первый сезон
В первый сезон за Сиракузский университет Уэйтерс в среднем набирал 6.6 очка, 1.5 передачи и 1.6 подбора за игру. Во втором раунде турнира NCAA Сиракьюс уступил Университету Маркетт, а сам Дион с игры забил 8 из 10 бросков, набрав 18 очков.

### Второй сезон
Во втором сезоне он в среднем набирал 12.6 очков, 2.5 передачи и 2.3 подбора за игру.

## НБА

### Кливленд Кавальерс
28 июня 2012 года Уэйтерс был выбран под 4-м номером на драфте НБА 2012 года командой «Кливленд Кавальерс».
14 января 2013 года набрал 33 очка в гостевом матче с Сакраменто Кингз, забив 12 из 18 с игры, также совершил 2 подбора и 5 результативных передач.
Уэйтерс был приглашен на Матч восходящих звёзд НБА 2013 года, где набрал 23 очка за команду Шакила О’Нила. В матче также приняли участие его одноклубники: Кайри Ирвинг, Тристан Томпсон и Тайлер Зеллер.
В течение своего первого сезона Уэйтерс мог выходить как и в старте, так и со скамейки Кавальерс. Из-за вывиха лодыжки и травмы колена пропустил больше 20 игр в сезоне 2012/2013.
После дебютного сезона занял 5-е место в голосовании за приз Новичку года НБА, набрав 21 балл.
14 февраля 2014 года Дион был снова выбран на Матч восходящих звёзд НБА уже в качестве второгодки. Несмотря на 31 очко и 7 результативных передач, звание самого ценного игрока матча досталось Андре Драммонду.
18 марта 2014 года Уэйтерс записал на свой счет первый в карьере дабл-дабл, закончив матч с 17 очками и 11 передачами против Майами Хит 96-100.

### Оклахома-Сити Тандер
5 января 2015 года Уэйтерс был обменян в клуб Оклахома-Сити Тандер из Кавальерс в результате трёхстороннего обмена, в котором также участвовал Нью-Йорк Никс. Кливленд получил Имана Шамперта и Джей Ар Смита от Никс и пик первого раунда драфта 2015. В свою очередь Кавальерс отдали Лу Амундсона, Алекса Кирка и пик второго раунда драфта 2019 в Нью-Йорк. Тандер отдали Лэнса Томаса в Никс.
После неудачного дебюта в первой игре за новую команду (4 очка, 1 из 9 с игры) Дион реабилитировался двумя днями позже, набрав 15 очков (7 из 14 с игры) в победной игре с Ютой.

### Майами Хит
26 июля 2016 года подписал контракт с «Майами Хит».
9 ноября 2019 года был отстранён на 10 матчей без сохранения зарплаты из-за того, что у игрока случился приступ вследствие чрезмерного употребления мармелада, содержащего каннабиноиды.

### Мемфис Гриззлис
6 февраля 2020 года Уэйтерс вместе с Джастисом Уинслоу и Джеймсом Джонсоном был обменян в «Мемфис» на Андре Игудалу, Соломона Хилла и Джея Краудера и тут же был отчислен.

### Лос-Анджелес Лейкерс
7 марта 2020 года «Лос-Анджелес Лейкерс» объявили о подписании контракта с защитником. 12 октября 2020 года Дион стал чемпионом НБА.

## Статистика

### Статистика в НБА
| Сезон   | Команда       | Регулярный сезон | Регулярный сезон          | Регулярный сезон         | Регулярный сезон         | Регулярный сезон                      | Регулярный сезон                   | Регулярный сезон            | Регулярный сезон           | Регулярный сезон              | Регулярный сезон              | Регулярный сезон         | Серия плей-офф  | Серия плей-офф            | Серия плей-офф           | Серия плей-офф           | Серия плей-офф                        | Серия плей-офф                     | Серия плей-офф              | Серия плей-офф             | Серия плей-офф                | Серия плей-офф                | Серия плей-офф           |
| Сезон   | Команда       | Сыгранные матчи  | Матчи в стартовой пятёрке | Количество минут за игру | Процент попаданий с игры | Процент попадания трёхочковых бросков | Процент попадания штрафных бросков | Количество подборов за игру | Количество передач за игру | Количество перехватов за игру | Количество блок-шотов за игру | Количество очков за игру | Сыгранные матчи | Матчи в стартовой пятёрке | Количество минут за игру | Процент попаданий с игры | Процент попадания трёхочковых бросков | Процент попадания штрафных бросков | Количество подборов за игру | Количество передач за игру | Количество перехватов за игру | Количество блок-шотов за игру | Количество очков за игру |
| ------- | ------------- | ---------------- | ------------------------- | ------------------------ | ------------------------ | ------------------------------------- | ---------------------------------- | --------------------------- | -------------------------- | ----------------------------- | ----------------------------- | ------------------------ | --------------- | ------------------------- | ------------------------ | ------------------------ | ------------------------------------- | ---------------------------------- | --------------------------- | -------------------------- | ----------------------------- | ----------------------------- | ------------------------ |
| 2012/13 | Кливленд      | 61               | 48                        | 28,8                     | 41,2                     | 31,0                                  | 74,6                               | 2,4                         | 3,0                        | 1,0                           | 0,3                           | 14,7                     | Не участвовал   | Не участвовал             | Не участвовал            | Не участвовал            | Не участвовал                         | Не участвовал                      | Не участвовал               | Не участвовал              | Не участвовал                 | Не участвовал                 | Не участвовал            |
| 2013/14 | Кливленд      | 70               | 24                        | 29,6                     | 43,3                     | 36,8                                  | 68,5                               | 2,8                         | 3,0                        | 0,9                           | 0,2                           | 15,9                     | Не участвовал   | Не участвовал             | Не участвовал            | Не участвовал            | Не участвовал                         | Не участвовал                      | Не участвовал               | Не участвовал              | Не участвовал                 | Не участвовал                 | Не участвовал            |
| 2014/15 | Кливленд      | 33               | 3                         | 23,8                     | 40,4                     | 25,6                                  | 78,3                               | 1,7                         | 2,2                        | 1,3                           | 0,3                           | 10,5                     | Не участвовал   | Не участвовал             | Не участвовал            | Не участвовал            | Не участвовал                         | Не участвовал                      | Не участвовал               | Не участвовал              | Не участвовал                 | Не участвовал                 | Не участвовал            |
| 2014/15 | Оклахома-Сити | 47               | 20                        | 30,3                     | 39,2                     | 31,9                                  | 62,5                               | 2,9                         | 1,9                        | 1,0                           | 0,2                           | 12,7                     | Не участвовал   | Не участвовал             | Не участвовал            | Не участвовал            | Не участвовал                         | Не участвовал                      | Не участвовал               | Не участвовал              | Не участвовал                 | Не участвовал                 | Не участвовал            |
| 2015/16 | Оклахома-Сити | 78               | 15                        | 27,6                     | 39,9                     | 35,7                                  | 71,3                               | 2,6                         | 2,0                        | 1,0                           | 0,2                           | 9,8                      | 18              | 0                         | 27,3                     | 41,7                     | 37,5                                  | 66,7                               | 2,6                         | 2,3                        | 0,6                           | 0,2                           | 8,4                      |
| 2016/17 | Майами        | 46               | 43                        | 30,1                     | 42,4                     | 39,5                                  | 64,6                               | 3,3                         | 4,3                        | 0,9                           | 0,4                           | 15,8                     | Не участвовал   | Не участвовал             | Не участвовал            | Не участвовал            | Не участвовал                         | Не участвовал                      | Не участвовал               | Не участвовал              | Не участвовал                 | Не участвовал                 | Не участвовал            |
| 2017/18 | Майами        | 30               | 30                        | 30,6                     | 39,8                     | 30,6                                  | 73,9                               | 2,6                         | 3,8                        | 0,8                           | 0,3                           | 14,3                     | Не участвовал   | Не участвовал             | Не участвовал            | Не участвовал            | Не участвовал                         | Не участвовал                      | Не участвовал               | Не участвовал              | Не участвовал                 | Не участвовал                 | Не участвовал            |
| 2018/19 | Майами        | 44               | 28                        | 25,9                     | 41,4                     | 37,7                                  | 50,0                               | 2,6                         | 2,8                        | 0,7                           | 0,2                           | 12,0                     | Не участвовал   | Не участвовал             | Не участвовал            | Не участвовал            | Не участвовал                         | Не участвовал                      | Не участвовал               | Не участвовал              | Не участвовал                 | Не участвовал                 | Не участвовал            |
| 2019/20 | Майами        | 3                | 0                         | 14,0                     | 38,5                     | 47,1                                  | 0,0                                | 3,7                         | 1,0                        | 0,0                           | 0,7                           | 9,3                      | Не участвовал   | Не участвовал             | Не участвовал            | Не участвовал            | Не участвовал                         | Не участвовал                      | Не участвовал               | Не участвовал              | Не участвовал                 | Не участвовал                 | Не участвовал            |
| 2019/20 | Лейкерс       | 7                | 0                         | 23,6                     | 42,5                     | 23,3                                  | 87,5                               | 1,9                         | 2,4                        | 0,6                           | 0,6                           | 11,9                     | 5               | 0                         | 7,6                      | 33,3                     | 0,0                                   | 100,0                              | 0,4                         | 0,4                        | 0,2                           | 0,2                           | 2,0                      |
|         | Всего         | 419              | 211                       | 28,2                     | 41,2                     | 34,6                                  | 69,4                               | 2,6                         | 2,8                        | 0,9                           | 0,3                           | 13,1                     | 23              | 0                         | 23,0                     | 41,0                     | 35,0                                  | 68,8                               | 2,1                         | 1,9                        | 0,5                           | 0,2                           | 7,0                      |

### Статистика в колледже
| Сезон                                                                                   | Команда  | GP | GS | MPG  | FG%  | 3P%  | FT%  | RPG | APG | SPG | BPG | PPG  |  |
| --------------------------------------------------------------------------------------- | -------- | -- | -- | ---- | ---- | ---- | ---- | --- | --- | --- | --- | ---- |  |
| 2010/11                                                                                 | Сиракьюс | 34 | 0  | 16,3 | 40,8 | 32,9 | 81,3 | 1,6 | 1,5 | 1,1 | 0,1 | 6,6  |  |
| 2011/12                                                                                 | Сиракьюс | 37 | 1  | 23,9 | 47,6 | 37,5 | 72,9 | 2,3 | 2,5 | 1,8 | 0,4 | 12,6 |  |
|                                                                                         | Всего    | 71 | 1  | 20,3 | 45,3 | 35,5 | 75,3 | 1,9 | 2,0 | 1,5 | 0,2 | 9,7  |  |
| Наведите курсор мыши на аббревиатуры в заголовке таблицы, чтобы прочесть их расшифровку |          |    |    |      |      |      |      |     |     |     |     |      |  |